# Distrito electoral de Pasco
Pasco es uno de los 27 distritos electorales representados en el Congreso de la República del Perú. La circunscripción elige actualmente a 2 congresistas. Sus límites corresponden a los del departamento de Pasco. El sistema electoral utiliza el método D'Hondt y una representación proporcional con doble voto preferencial opcional.

## Representantes
| 2 |

| 1 | 1 |

| 2 |

| 1 | 1 |

| 1 | 1 |

| 1 | 1 |

| 2 |

| 1 | 1 |

| 1 | 1 |

## Elecciones

### Elecciones parlamentarias de 2021
| Partidos y coaliciones                                                                               | Partidos y coaliciones                    | Voto popular | Voto popular | Voto popular | Escaños | Escaños |
| Partidos y coaliciones                                                                               | Partidos y coaliciones                    | Votos        | %            | ±pp          | Total   | +/−     |
| --- | ----------------------------------------- | ------------ | ------------ | ------------ | ------- | ------- |
| | Perú Libre (PL)                           | 16,471       | 18.49        | +10.73       | 1       | +1      |
| | Alianza para el Progreso (APP)            | 10,000       | 11.23        | –0.89        | 1       | ±0      |
| | Victoria Nacional (VN)                    | 9,797        | 11.00        | Nuevo        | 0       | ±0      |
| | Fuerza Popular (FP)                       | 8,239        | 9.25         | +1.84        | 0       | ±0      |
| | Somos Perú (SP)                           | 7,239        | 8.13         | +4.89        | 0       | ±0      |
| | Acción Popular (AP)                       | 7,002        | 7.86         | –9.22        | 0       | –1      |
| | Renovación Popular (RP)1                  | 6,215        | 6.98         | +4.69        | 0       | ±0      |
| | Frente Popular Agrícola del Perú (Frepap) | 5,634        | 6.33         | –1.74        | 0       | ±0      |
| | Partido Morado (PM)                       | 5,090        | 5.72         | +1.74        | 0       | ±0      |
| | Juntos por el Perú (JP)                   | 3,724        | 4.18         | –3.86        | 0       | ±0      |
| | Podemos Perú (PP)                         | 3,035        | 3.41         | Nuevo        | 0       | ±0      |
| | Partido Nacionalista Peruano (PNP)        | 2,013        | 2.26         | n/a          | 0       | ±0      |
| | Unión por el Perú (UPP)                   | 1,612        | 1.81         | –5.44        | 0       | ±0      |
| | Renacimiento Unido Nacional (RUNA)        | 1,125        | 1.26         | –2.06        | 0       | ±0      |
| | Partido Popular Cristiano (PPC)           | 1,111        | 1.25         | +0.47        | 0       | ±0      |
| | Frente Amplio (FA)                        | 467          | 0.52         | –4.39        | 0       | ±0      |
| | Democracia Directa (DD)                   | 293          | 0.33         | –2.10        | 0       | ±0      |
| |                                           |              |              |              |         |         |
| Total                                                                                                | Total                                     | 89,067       |              |              | 2       | ±0      |
| |                                           |              |              |              |         |         |
| Votos válidos                                                                                        | Votos válidos                             | 89,067       | 69.74        | –9.45        |         |         |
| Votos en blanco                                                                                      | Votos en blanco                           | 18,577       | 14.54        | +11.61       |         |         |
| Votos nulos                                                                                          | Votos nulos                               | 20,084       | 15.72        | –2.16        |         |         |
| Votos emitidos                                                                                       | Votos emitidos                            | 127,728      | 63.65        | –2.86        |         |         |
| Abstenciones                                                                                         | Abstenciones                              | 72,954       | 36.35        | +2.86        |         |         |
| Votantes registrados                                                                                 | Votantes registrados                      | 200,682      |              |              |         |         |
| |                                           |              |              |              |         |         |
| Fuente:                                                                                              |                                           |              |              |              |         |         |
| Notas al pie: 1 Comparado con los resultados de Solidaridad Nacional (SN) en las elecciones de 2020. |                                           |              |              |              |         |         |
| Notas al pie:                                                                                        |                                           |              |              |              |         |         |
| 1 Comparado con los resultados de Solidaridad Nacional (SN) en las elecciones de 2020.               |                                           |              |              |              |         |         |

### Elecciones parlamentarias de 2020
| Partidos y coaliciones | Partidos y coaliciones                    | Voto popular | Voto popular | Voto popular | Escaños | Escaños |
| Partidos y coaliciones | Partidos y coaliciones                    | Votos        | %            | ±pp          | Total   | +/−     |
| ---------------------- | ----------------------------------------- | ------------ | ------------ | ------------ | ------- | ------- |
|                        | Acción Popular (AP)                       | 17,605       | 17.08        | +8.75        | 1       | +1      |
|                        | Alianza para el Progreso (APP)            | 12,495       | 12.12        | n/a          | 1       | +1      |
|                        | Frente Popular Agrícola del Perú (Frepap) | 8,315        | 8.07         | Nuevo        | 0       | ±0      |
|                        | Juntos por el Perú (JP)                   | 8,286        | 8.04         | Nuevo        | 0       | ±0      |
|                        | Perú Libre (PL)                           | 7,994        | 7.76         | Nuevo        | 0       | ±0      |
|                        | Fuerza Popular (FP)                       | 7,637        | 7.41         | –30.61       | 0       | –2      |
|                        | Unión por el Perú (UPP)                   | 7,477        | 7.25         | n/a          | 0       | ±0      |
|                        | Perú Nación (PN)                          | 5,284        | 5.13         | Nuevo        | 0       | ±0      |
|                        | Frente Amplio (FA)                        | 5,058        | 4.91         | –5.18        | 0       | ±0      |
|                        | Partido Morado (PM)                       | 4,101        | 3.98         | Nuevo        | 0       | ±0      |
|                        | Perú Patria Segura (PPS)                  | 3,718        | 3.61         | Nuevo        | 0       | ±0      |
|                        | Renacimiento Unido Nacional (RUNA)        | 3,418        | 3.32         | Nuevo        | 0       | ±0      |
|                        | Somos Perú (SP)                           | 3,344        | 3.24         | n/a          | 0       | ±0      |
|                        | Democracia Directa (DD)                   | 2,503        | 2.43         | +1.09        | 0       | ±0      |
|                        | Solidaridad Nacional (SN)                 | 2,364        | 2.29         | n/a          | 0       | ±0      |
|                        | Partido Aprista Peruano (APRA)            | 1,428        | 1.39         | n/a          | 0       | ±0      |
|                        | Avanza País (AvP)                         | 1,238        | 1.20         | Nuevo        | 0       | ±0      |
|                        | Partido Popular Cristiano (PPC)           | 808          | 0.78         | n/a          | 0       | ±0      |
|                        |                                           |              |              |              |         |         |
| Total                  | Total                                     | 103,073      |              |              | 2       | ±0      |
|                        |                                           |              |              |              |         |         |
| Votos válidos          | Votos válidos                             | 103,073      | 79.19        | +19.52       |         |         |
| Votos en blanco        | Votos en blanco                           | 3,818        | 2.93         | –13.91       |         |         |
| Votos nulos            | Votos nulos                               | 23,273       | 17.88        | –5.61        |         |         |
| Votos emitidos         | Votos emitidos                            | 130,164      | 66.51        | –9.47        |         |         |
| Abstenciones           | Abstenciones                              | 65,546       | 33.49        | +9.47        |         |         |
| Votantes registrados   | Votantes registrados                      | 195,710      |              |              |         |         |
|                        |                                           |              |              |              |         |         |
| Fuente:                |                                           |              |              |              |         |         |

### Elecciones parlamentarias de 2016
| Partidos y coaliciones | Partidos y coaliciones                        | Voto popular | Voto popular | Voto popular | Escaños | Escaños |
| Partidos y coaliciones | Partidos y coaliciones                        | Votos        | %            | ±pp          | Total   | +/−     |
| --- | --------------------------------------------- | ------------ | ------------ | ------------ | ------- | ------- |
| | Fuerza Popular (FP)1                          | 31,901       | 38.02        | +12.67       | 2       | +1      |
| | Peruanos por el Kambio (PPK)                  | 13,361       | 15.92        | Nuevo        | 0       | ±0      |
| | Alianza para el Progreso del Perú (APP–RN–SP) | 12,533       | 14.94        | n/a          | 0       | –1      |
| | Frente Amplio (FA)                            | 8,466        | 10.09        | Nuevo        | 0       | ±0      |
| | Alianza Popular (APRA–PPC–VP)                 | 7,510        | 8.95         | n/a          | 0       | ±0      |
| | Acción Popular (AP)                           | 6,991        | 8.33         | n/a          | 0       | ±0      |
| | Perú Posible (PP)                             | 2,024        | 2.41         | n/a          | 0       | ±0      |
| | Democracia Directa (DD)2                      | 1,121        | 1.34         | –0.82        | 0       | ±0      |
| |                                               |              |              |              |         |         |
| Total | Total                                         | 83,907       |              |              | 2       | ±0      |
| |                                               |              |              |              |         |         |
| Votos válidos | Votos válidos                                 | 83,907       | 59.67        | –15.58       |         |         |
| Votos en blanco | Votos en blanco                               | 23,677       | 16.84        | +4.81        |         |         |
| Votos nulos | Votos nulos                                   | 33,029       | 23.49        | +10.77       |         |         |
| Votos emitidos | Votos emitidos                                | 140,613      | 75.98        | –2.98        |         |         |
| Abstenciones | Abstenciones                                  | 44,444       | 24.02        | +2.98        |         |         |
| Votantes registrados | Votantes registrados                          | 185,057      |              |              |         |         |
| |                                               |              |              |              |         |         |
| Fuente: |                                               |              |              |              |         |         |
| Notas al pie: 1 Comparado con los resultados de Fuerza 2011 en las elecciones de 2011. 2 Comparado con los resultados de Fonavistas del Perú en las elecciones de 2011. |                                               |              |              |              |         |         |
| Notas al pie: |                                               |              |              |              |         |         |
| 1 Comparado con los resultados de Fuerza 2011 en las elecciones de 2011. 2 Comparado con los resultados de Fonavistas del Perú en las elecciones de 2011.               |                                               |              |              |              |         |         |

### Elecciones parlamentarias de 2011
| Partidos y coaliciones | Partidos y coaliciones                      | Voto popular | Voto popular | Voto popular | Escaños | Escaños |
| Partidos y coaliciones | Partidos y coaliciones                      | Votos        | %            | ±pp          | Total   | +/−     |
| --- | ------------------------------------------- | ------------ | ------------ | ------------ | ------- | ------- |
| | Fuerza 2011 (F2011)1                        | 25,183       | 25.35        | +5.68        | 1       | ±0      |
| | Perú Posible (PP–AP–SP)2                    | 20,787       | 20.93        | +8.22        | 1       | +1      |
| | Solidaridad Nacional (SN–UPP–C90–SU–TPP)    | 16,551       | 16.66        | n/a          | 0       | –1      |
| | Gana Perú (PNP–PS–PCP–PSR)3                 | 15,972       | 16.08        | +13.84       | 0       | ±0      |
| | Alianza por el Gran Cambio (APP–PPC–PHP–RN) | 15,956       | 16.06        | n/a          | 0       | ±0      |
| | Fonavistas del Perú (FP)                    | 2,142        | 2.16         | Nuevo        | 0       | ±0      |
| | Partido Aprista Peruano (APRA)              | 1,390        | 1.40         | –14.43       | 0       | ±0      |
| | Cambio Radical (CR)                         | 641          | 0.65         | Nuevo        | 0       | ±0      |
| | Fuerza Social (FS)                          | 429          | 0.43         | Nuevo        | 0       | ±0      |
| | Adelante (Adelante)                         | 275          | 0.28         | Nuevo        | 0       | ±0      |
| |                                             |              |              |              |         |         |
| Total | Total                                       | 99,326       |              |              | 2       | ±0      |
| |                                             |              |              |              |         |         |
| Votos válidos | Votos válidos                               | 99,326       | 75.25        | +6.12        |         |         |
| Votos en blanco | Votos en blanco                             | 15,880       | 12.03        | –1.85        |         |         |
| Votos nulos | Votos nulos                                 | 16,791       | 12.72        | –4.27        |         |         |
| Votos emitidos | Votos emitidos                              | 131,997      | 78.96        | –9.23        |         |         |
| Abstenciones | Abstenciones                                | 35,182       | 21.04        | +9.23        |         |         |
| Votantes registrados | Votantes registrados                        | 167,179      |              |              |         |         |
| |                                             |              |              |              |         |         |
| Fuente: |                                             |              |              |              |         |         |
| Notas al pie: 1 Comparado con los resultados de Alianza por el Futuro en las elecciones de 2006. 2 Comparado con los resultados de Perú Posible y Frente de Centro en las elecciones de 2006. 3 Comparado con los resultados del Partido Socialista en las elecciones de 2006. |                                             |              |              |              |         |         |
| Notas al pie: |                                             |              |              |              |         |         |
| 1 Comparado con los resultados de Alianza por el Futuro en las elecciones de 2006. 2 Comparado con los resultados de Perú Posible y Frente de Centro en las elecciones de 2006. 3 Comparado con los resultados del Partido Socialista en las elecciones de 2006.               |                                             |              |              |              |         |         |

### Elecciones parlamentarias de 2006
| Partidos y coaliciones | Partidos y coaliciones                            | Voto popular | Voto popular | Voto popular | Escaños | Escaños |
| Partidos y coaliciones | Partidos y coaliciones                            | Votos        | %            | ±pp          | Total   | +/−     |
| --- | ------------------------------------------------- | ------------ | ------------ | ------------ | ------- | ------- |
| | Alianza por el Futuro (C90–NM–SC)1                | 16,273       | 19.67        | +13.24       | 1       | +1      |
| | Unión por el Perú (UPP)                           | 14,985       | 18.12        | +15.95       | 1       | +1      |
| | Partido Aprista Peruano (APRA)                    | 13,091       | 15.83        | –0.81        | 0       | ±0      |
| | Frente de Centro (AP–SP–CNI)2                     | 8,098        | 9.79         | –23.34       | 0       | –1      |
| | Movimiento Nueva Izquierda (MNI)                  | 7,005        | 8.47         | Nuevo        | 0       | ±0      |
| | Unidad Nacional (PPC–SN–RN)                       | 6,575        | 7.95         | +2.18        | 0       | ±0      |
| | Restauración Nacional (RN)                        | 5,142        | 6.22         | Nuevo        | 0       | ±0      |
| | Perú Posible (PP)                                 | 2,418        | 2.92         | –13.73       | 0       | –1      |
| | Partido Socialista (PS)                           | 1,851        | 2.24         | Nuevo        | 0       | ±0      |
| | Fuerza Democrática (FD)                           | 1,836        | 2.22         | Nuevo        | 0       | ±0      |
| | Avanza País - Partido de Integración Social (AvP) | 1,676        | 2.03         | Nuevo        | 0       | ±0      |
| | Justicia Nacional (JN)                            | 1,437        | 1.74         | Nuevo        | 0       | ±0      |
| | Alianza para el Progreso (APP)                    | 688          | 0.83         | Nuevo        | 0       | ±0      |
| | Renacimiento Andino (RA)                          | 588          | 0.71         | –0.66        | 0       | ±0      |
| | Con Fuerza Perú                                   | 471          | 0.57         | Nuevo        | 0       | ±0      |
| | Concertación Descentralista (PDS–MHP)             | 326          | 0.39         | Nuevo        | 0       | ±0      |
| | Resurgimiento Peruano                             | 253          | 0.31         | Nuevo        | 0       | ±0      |
| |                                                   |              |              |              |         |         |
| Total | Total                                             | 82,713       |              |              | 2       | ±0      |
| |                                                   |              |              |              |         |         |
| Votos válidos | Votos válidos                                     | 82,713       | 69.13        | –8.34        |         |         |
| Votos en blanco | Votos en blanco                                   | 16,606       | 13.88        | +5.40        |         |         |
| Votos nulos | Votos nulos                                       | 20,323       | 16.99        | +2.94        |         |         |
| Votos emitidos | Votos emitidos                                    | 119,642      | 88.19        | +12.51       |         |         |
| Abstenciones | Abstenciones                                      | 16,028       | 11.81        | –12.51       |         |         |
| Votantes registrados | Votantes registrados                              | 135,670      |              |              |         |         |
| |                                                   |              |              |              |         |         |
| Fuente: |                                                   |              |              |              |         |         |
| Notas al pie: 1 Comparado con los resultados de los partidos Cambio 90 – Nueva Mayoría y Solución Popular ( Sí Cumple ) en las elecciones de 2001. 2 Comparado con los resultados de los partidos Acción Popular y Somos Perú en las elecciones de 2001. |                                                   |              |              |              |         |         |
| Notas al pie: |                                                   |              |              |              |         |         |
| 1 Comparado con los resultados de los partidos Cambio 90–Nueva Mayoría y Solución Popular (Sí Cumple) en las elecciones de 2001. 2 Comparado con los resultados de los partidos Acción Popular y Somos Perú en las elecciones de 2001.                   |                                                   |              |              |              |         |         |

### Elecciones parlamentarias de 2001
| Partidos y coaliciones | Partidos y coaliciones                    | Voto popular | Voto popular | Voto popular | Escaños | Escaños |
| Partidos y coaliciones | Partidos y coaliciones                    | Votos        | %            | ±pp          | Total   | +/−     |
| ---------------------- | ----------------------------------------- | ------------ | ------------ | ------------ | ------- | ------- |
|                        | Somos Perú (SP)                           | 19,318       | 24.75        | n/a          | 1       | n/a     |
|                        | Perú Posible (PP)                         | 12,994       | 16.65        | n/a          | 1       | n/a     |
|                        | Partido Aprista Peruano (APRA)            | 12,983       | 16.64        | n/a          | 0       | n/a     |
|                        | Frente Independiente Moralizador (FIM)    | 7,965        | 10.21        | n/a          | 0       | n/a     |
|                        | Unidad Nacional (PPC–SN–RN–CR)            | 7,906        | 10.13        | n/a          | 0       | n/a     |
|                        | Acción Popular (AP)                       | 6,543        | 8.38         | n/a          | 0       | n/a     |
|                        | Solución Popular (SoP)                    | 5,014        | 6.43         | n/a          | 0       | n/a     |
|                        | Unión por el Perú (UPP)                   | 1,690        | 2.17         | n/a          | 0       | n/a     |
|                        | Frente Popular Agrícola del Perú (Frepap) | 1,522        | 1.95         | n/a          | 0       | n/a     |
|                        | Renacimiento Andino (RA)                  | 1,070        | 1.37         | n/a          | 0       | n/a     |
|                        | Proyecto País (PrP)                       | 667          | 0.86         | n/a          | 0       | n/a     |
|                        | Todos por la Victoria (TpV)               | 368          | 0.47         | n/a          | 0       | n/a     |
|                        |                                           |              |              |              |         |         |
| Total                  | Total                                     | 78,040       |              |              | 2       | n/a     |
|                        |                                           |              |              |              |         |         |
| Votos válidos          | Votos válidos                             | 78,040       | 77.47        | n/a          |         |         |
| Votos en blanco        | Votos en blanco                           | 8,544        | 8.48         | n/a          |         |         |
| Votos nulos            | Votos nulos                               | 14,158       | 14.05        | n/a          |         |         |
| Votos emitidos         | Votos emitidos                            | 100,742      | 75.68        | n/a          |         |         |
| Abstenciones           | Abstenciones                              | 32,369       | 24.32        | n/a          |         |         |
| Votantes registrados   | Votantes registrados                      | 133,111      |              |              |         |         |
|                        |                                           |              |              |              |         |         |
| Fuente:                |                                           |              |              |              |         |         |

### Elecciones parlamentarias de 2000
Elecciones parlamentarias en distrito electoral nacional único

### Elecciones parlamentarias de 1995
Elecciones parlamentarias en distrito electoral nacional único

### Elecciones parlamentarias de 1990
| Partidos y coaliciones | Partidos y coaliciones                               | Voto popular | Voto popular | Voto popular | Escaños | Escaños |
| Partidos y coaliciones | Partidos y coaliciones                               | Votos        | %            | ±pp          | Total   | +/−     |
| --- | ---------------------------------------------------- | ------------ | ------------ | ------------ | ------- | ------- |
| | Frente Democrático (Movimiento Libertad–PPC–AP)1     | 12,859       | 43.39        | n/a          | 2       | +2      |
| | Partido Aprista Peruano (APRA)                       | 5,461        | 18.43        | –32.45       | 0       | –1      |
| | Izquierda Socialista (IS)                            | 4,899        | 16.53        | Nuevo        | 0       | ±0      |
| | Izquierda Unida (IU)                                 | 4,106        | 13.86        | –14.47       | 0       | –1      |
| | Frente Popular Agrícola del Perú (Frepap)            | 1,908        | 6.44         | Nuevo        | 0       | ±0      |
| | Frente Nacional de Trabajadores y Campesinos (FNTC)2 | 308          | 1.04         | –0.53        | 0       | ±0      |
| | Partido Independiente Demócrata Socialista           | 92           | 0.31         | Nuevo        | 0       | ±0      |
| |                                                      |              |              |              |         |         |
| Total | Total                                                | 29,633       |              |              | 2       | ±0      |
| |                                                      |              |              |              |         |         |
| Votos válidos | Votos válidos                                        | 29,633       | 54.78        | –40.40       |         |         |
| Votos en blanco | Votos en blanco                                      | 15,988       | 29.55        | +27.41       |         |         |
| Votos nulos | Votos nulos                                          | 8,478        | 15.67        | +12.99       |         |         |
| Votos emitidos | Votos emitidos                                       | 54,099       | n/d          | n/a          |         |         |
| Abstenciones | Abstenciones                                         | n/d          | n/d          | n/a          |         |         |
| Votantes registrados | Votantes registrados                                 | n/d          |              |              |         |         |
| |                                                      |              |              |              |         |         |
| Fuente: |                                                      |              |              |              |         |         |
| Notas al pie: 1 Comparado con los resultados del Partido Popular Cristiano (dentro de la coalición Convergencia Democrática ) y Acción Popular en las elecciones de 1985. 2 Comparado con los resultados de Izquierda Nacionalista (IN) en las elecciones de 1985. |                                                      |              |              |              |         |         |
| Notas al pie: |                                                      |              |              |              |         |         |
| 1 Comparado con los resultados del Partido Popular Cristiano (dentro de la coalición Convergencia Democrática) y Acción Popular en las elecciones de 1985. 2 Comparado con los resultados de Izquierda Nacionalista (IN) en las elecciones de 1985.                |                                                      |              |              |              |         |         |

### Elecciones parlamentarias de 1985
| Partidos y coaliciones | Partidos y coaliciones                            | Voto popular | Voto popular | Voto popular | Escaños | Escaños |
| Partidos y coaliciones | Partidos y coaliciones                            | Votos        | %            | ±pp          | Total   | +/−     |
| --- | ------------------------------------------------- | ------------ | ------------ | ------------ | ------- | ------- |
| | Partido Aprista Peruano (APRA)                    | 27,422       | 50.88        | +33.56       | 1       | +1      |
| | Izquierda Unida (UNIR–UDP–PRT–UI–FOCEP–APS)1      | 15,268       | 28.33        | +7.08        | 1       | +1      |
| | Acción Popular (AP)                               | 4,904        | 9.10         | –47.22       | 0       | –2      |
| | Convergencia Democrática (PPC–MBH)2               | 2,968        | 5.51         | +1.70        | 0       | ±0      |
| | Lista Independiente Democracia Cristiana Pasqueña | 1,708        | 3.17         | Nuevo        | 0       | ±0      |
| | Izquierda Nacionalista (IN)3                      | 844          | 1.57         | +1.11        | 0       | ±0      |
| | Movimiento Cívico Nacional 7 de Junio (M7J)       | 425          | 0.79         | Nuevo        | 0       | ±0      |
| | Frente Democrático de Unidad Nacional (FUN)       | 323          | 0.60         | Nuevo        | 0       | ±0      |
| | Partido de Avanzada Nacional (PAN)                | 22           | 0.04         | Nuevo        | 0       | ±0      |
| | Partido Socialista de los Trabajadores (PST)      | 3            | 0.01         | Nuevo        | 0       | ±0      |
| |                                                   |              |              |              |         |         |
| Total | Total                                             | 53,887       |              |              | 2       | ±0      |
| |                                                   |              |              |              |         |         |
| Votos válidos | Votos válidos                                     | 53,887       | 95.18        | +17.48       |         |         |
| Votos en blanco | Votos en blanco                                   | 1,212        | 2.14         | –5.69        |         |         |
| Votos nulos | Votos nulos                                       | 1,516        | 2.68         | –11.79       |         |         |
| Votos emitidos | Votos emitidos                                    | 56,615       | 67.36        | n/a          |         |         |
| Abstenciones | Abstenciones                                      | 27,433       | 32.64        | n/a          |         |         |
| Votantes registrados | Votantes registrados                              | 84,048       |              |              |         |         |
| |                                                   |              |              |              |         |         |
| Fuente: |                                                   |              |              |              |         |         |
| Notas al pie: 1 Comparado con los resultados de los partidos Unión de Izquierda Revolucionaria (PCP-PR–PCR–VR–FLN), Unidad Democrático Popular (UDP), Partido Revolucionario de los Trabajadores (PRT), Unidad de Izquierda (UI), el Frente Obrero Campesino Estudiantil y Popular (FOCEP) y Acción Política Socialista (APS) en las elecciones de 1980. 2 Comparado con los resultados del Partido Popular Cristiano (PPC) en las elecciones de 1980. 3 Comparado con los resultados del Frente Nacional de Trabajadores y Campesinos (Frenatraca) en las elecciones de 1980. |                                                   |              |              |              |         |         |
| Notas al pie: |                                                   |              |              |              |         |         |
| 1 Comparado con los resultados de los partidos Unión de Izquierda Revolucionaria (PCP-PR–PCR–VR–FLN), Unidad Democrático Popular (UDP), Partido Revolucionario de los Trabajadores (PRT), Unidad de Izquierda (UI), el Frente Obrero Campesino Estudiantil y Popular (FOCEP) y Acción Política Socialista (APS) en las elecciones de 1980. 2 Comparado con los resultados del Partido Popular Cristiano (PPC) en las elecciones de 1980. 3 Comparado con los resultados del Frente Nacional de Trabajadores y Campesinos (Frenatraca) en las elecciones de 1980.               |                                                   |              |              |              |         |         |

### Elecciones parlamentarias de 1980
| Partidos y coaliciones | Partidos y coaliciones                                    | Voto popular | Voto popular | Voto popular | Escaños | Escaños |
| Partidos y coaliciones | Partidos y coaliciones                                    | Votos        | %            | ±pp          | Total   | +/−     |
| ---------------------- | --------------------------------------------------------- | ------------ | ------------ | ------------ | ------- | ------- |
|                        | Acción Popular (AP)                                       | 22,483       | 56.32        | n/a          | 2       | n/a     |
|                        | Partido Aprista Peruano (APRA)                            | 6,912        | 17.32        | n/a          | 0       | n/a     |
|                        | Frente Obrero Campesino Estudiantil y Popular (FOCEP)     | 5,707        | 14.30        | n/a          | 0       | n/a     |
|                        | Partido Popular Cristiano (PPC)                           | 1,522        | 3.81         | n/a          | 0       | n/a     |
|                        | Unión de Izquierda Revolucionaria (PCP-PR–PCR–VR–FLN)     | 971          | 2.43         | n/a          | 0       | n/a     |
|                        | Unidad de Izquierda (UI)                                  | 757          | 1.90         | n/a          | 0       | n/a     |
|                        | Partido Revolucionario de los Trabajadores (PRT)          | 615          | 1.54         | n/a          | 0       | n/a     |
|                        | Acción Política Socialista (APS)                          | 326          | 0.82         | n/a          | 0       | n/a     |
|                        | Movimiento Popular de Acción e Integración Social (MPAIS) | 189          | 0.47         | n/a          | 0       | n/a     |
|                        | Frente Nacional de Trabajadores y Campesinos (FNTC)       | 183          | 0.46         | n/a          | 0       | n/a     |
|                        | Organización Política de la Revolución Peruana (OPRP)     | 149          | 0.37         | n/a          | 0       | n/a     |
|                        | Unidad Democrático Popular (UDP)                          | 105          | 0.26         | n/a          | 0       | n/a     |
|                        |                                                           |              |              |              |         |         |
| Total                  | Total                                                     | 39,919       |              |              | 2       | n/a     |
|                        |                                                           |              |              |              |         |         |
| Votos válidos          | Votos válidos                                             | 39,919       | 77.70        | n/a          |         |         |
| Votos en blanco        | Votos en blanco                                           | 4,025        | 7.83         | n/a          |         |         |
| Votos nulos            | Votos nulos                                               | 7,435        | 14.47        | n/a          |         |         |
| Votos emitidos         | Votos emitidos                                            | 51,379       | n/d          | n/a          |         |         |
| Abstenciones           | Abstenciones                                              | n/d          | n/d          | n/a          |         |         |
| Votantes registrados   | Votantes registrados                                      | n/d          |              |              |         |         |
|                        |                                                           |              |              |              |         |         |
| Fuente:                |                                                           |              |              |              |         |         |